# 500 Milhas de Indianápolis de 2000
A 84ª edição das 500 Milhas de Indianápolis de 2000 foi a quarta prova da temporada. A prova aconteceu no Indianapolis Motor Speedway, e o vencedor foi o piloto colombiano Juan Pablo Montoya, da equipe Chip Ganassi.

## Grid de largada
| Fila | Abre a fila       | Meio da fila           | Fecha a fila        |
| ---- | ----------------- | ---------------------- | ------------------- |
| 1    | Greg Ray          | Juan Pablo Montoya (R) | Eliseo Salazar      |
| 2    | Robby Gordon      | Scott Sharp            | Jeff Ward           |
| 3    | Jimmy Vasser      | Stan Wattles           | Robby Buhl          |
| 4    | Eddie Cheever (W) | Mark Dismore           | Robby McGehee       |
| 5    | Scott Goodyear    | Sam Hornish, Jr. (R)   | Donnie Beechler     |
| 6    | Buddy Lazier (W)  | Jason Leffler (R)      | Al Unser, Jr. (W)   |
| 7    | Sarah Fisher (R)  | Stéphan Grégoire       | Airton Daré (R)     |
| 8    | Buzz Calkins      | Richie Hearn           | Raul Boesel         |
| 9    | Jimmy Kite        | Jaques Lazier (R)      | Steve Knapp         |
| 10   | Davey Hamilton    | Jeret Schroeder        | Johnny Unser        |
| 11   | Billy Boat        | Lyn St. James          | Andy Hillenburg (R) |

### Não-classificados
- #21 Jack Miller - Tri-Star Motorsports (bumpeado do grid)
- #17 Scott Harrington - Nienhouse Motorsports (bumpeado do grid)
- #40 Davy Jones - Team Cheever (bumpeado do grid)
- #30 Bobby Unser - Tri-Star Motorsports (bumpeado do grid)
- #48 Dan Drinan - Hemelgarn Racing (desistiu)
- #41/20T Roberto Guerrero - Team Coulson (desistiu)
- #43 Doug Didero - Mid America Motorsports (bateu nos treinos)
- #82 Memo Gidley - Team Pelfrey (bateu nos treinos)
- #20 Hideshi Matsuda - Beck Motorsports (acidente)

## Resultados

### Corrida
| Pos final | Pos inicial | N.º | Nome                   | Qual    | Rank | Voltas | Led | Posição      |
| --------- | ----------- | --- | ---------------------- | ------- | ---- | ------ | --- | ------------ |
| 1         | 2           | 9   | Juan Pablo Montoya (R) | 223.372 | 2    | 200    | 167 | Corrida      |
| 2         | 16          | 91  | Buddy Lazier (V)       | 220.480 | 19   | 200    | 0   | Corrida      |
| 3         | 3           | 11  | Eliseo Salazar         | 223.231 | 3    | 200    | 0   | Corrida      |
| 4         | 6           | 14  | Jeff Ward              | 222.639 | 6    | 200    | 0   | Corrida      |
| 5         | 10          | 51  | Eddie Cheever (V)      | 221.269 | 11   | 200    | 0   | Corrida      |
| 6         | 4           | 32  | Robby Gordon           | 222.885 | 4    | 200    | 0   | Corrida      |
| 7         | 7           | 10  | Jimmy Vasser           | 221.974 | 8    | 199    | 5   | Corrida      |
| 8         | 20          | 7   | Stephan Gregoire       | 219.969 | 24   | 199    | 0   | Corrida      |
| 9         | 13          | 4   | Scott Goodyear         | 220.631 | 16   | 199    | 0   | Corrida      |
| 10        | 5           | 8   | Scott Sharp            | 222.808 | 5    | 198    | 0   | Corrida      |
| 11        | 11          | 28  | Mark Dismore           | 220.968 | 12   | 198    | 0   | Corrida      |
| 12        | 15          | 98  | Donnie Beechler        | 220.483 | 18   | 198    | 0   | Corrida      |
| 13        | 26          | 33  | Jaques Lazier (R)      | 220.673 | 14   | 198    | 0   | Corrida      |
| 14        | 29          | 6   | Jeret Schroeder        | 219.322 | 29   | 198    | 0   | Corrida      |
| 15        | 31          | 41  | Billy Boat             | 218.872 | 31   | 198    | 0   | Corrida      |
| 16        | 24          | 55  | Raul Boesel            | 222.112 | 7    | 197    | 0   | Corrida      |
| 17        | 17          | 50  | Jason Leffler (R)      | 220.417 | 20   | 197    | 0   | Corrida      |
| 18        | 22          | 12  | Buzz Calkins           | 219.862 | 27   | 194    | 0   | Corrida      |
| 19        | 27          | 23  | Steve Knapp            | 220.290 | 22   | 193    | 0   | Corrida      |
| 20        | 28          | 16  | Davey Hamilton         | 219.879 | 26   | 188    | 0   | Corrida      |
| 21        | 12          | 5   | Robby McGehee          | 220.660 | 15   | 187    | 2   | Corrida      |
| 22        | 30          | 22  | Johnny Unser           | 219.068 | 30   | 186    | 0   | Corrida      |
| 23        | 8           | 92  | Stan Wattles           | 221.510 | 9    | 172    | 0   | Motor        |
| 24        | 14          | 18  | Sam Hornish, Jr. (R)   | 220.495 | 17   | 153    | 0   | Accident     |
| 25        | 21          | 88  | Airton Daré (R)        | 219.969 | 25   | 126    | 0   | Motor        |
| 26        | 9           | 24  | Robbie Buhl            | 221.357 | 10   | 99     | 0   | Motor        |
| 27        | 23          | 75  | Richie Hearn           | 219.815 | 28   | 97     | 0   | Electronia   |
| 28        | 33          | 48  | Andy Hillenburg (R)    | 218.286 | 33   | 91     | 0   | Wheel        |
| 29        | 18          | 3   | Al Unser, Jr. (V)      | 220.292 | 21   | 89     | 0   | Over Heating |
| 30        | 25          | 27  | Jimmy Kite             | 220.717 | 13   | 74     | 0   | Motor        |
| 31        | 19          | 15  | Sarah Fisher (R)       | 220.237 | 23   | 71     | 0   | Accident     |
| 32        | 32          | 90  | Lyn St. James          | 218.826 | 32   | 69     | 0   | Accident     |
| 33        | 1           | 1   | Greg Ray               | 223.471 | 1    | 67     | 26  | Accident     |

(V) = vencedor da Indy 500; (R) = Rookie